# Arvid De Geer

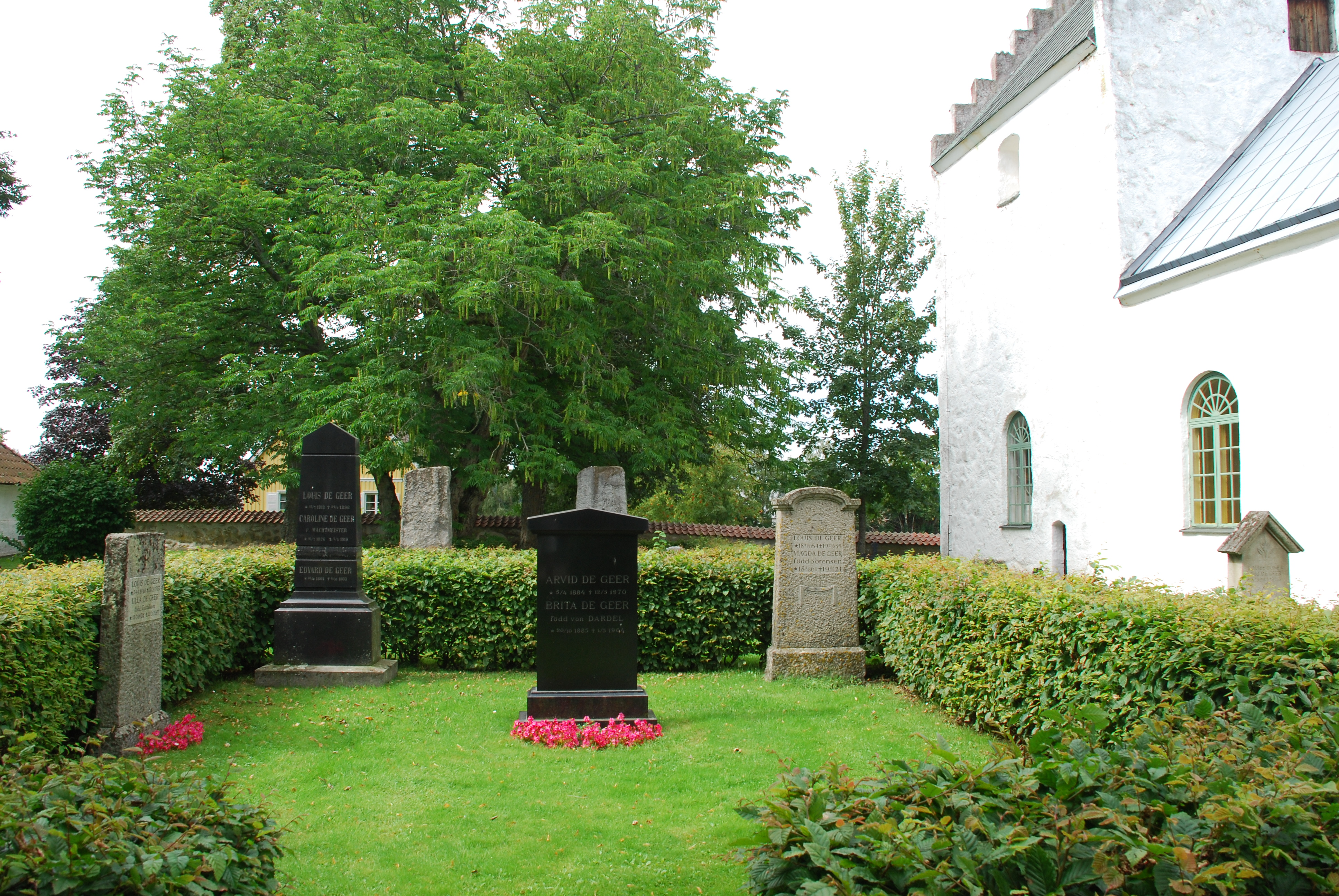
Grav vid Kviinge kyrka i Hanaskog.

Arvid Louis Gerard De Geer af Finspång (i riksdagen kallad De Geer af Finnspång i Hanaskog), född 5 april 1884 i Jakob och Johannes församling, Stockholm, död 12 maj 1970 i Kviinge församling,  Kristianstads län, var en svensk friherre och riksdagspolitiker (i Bondeförbundet). Han var son till Louis De Geer (1854–1935).
Han var verksam som agronom på Hanaskog gård. Han satt i kommunalnämnden 1914 och i kommunalfullmäktige från 1920. År 1923 tillhörde han skogsvårdsstyrelsen.
Arvid De Geer var ledamot i andra kammaren i Sveriges riksdag (för Kristianstads läns valkrets) 1933–1939. Han var suppleant i statsutskottet. 1940–1947 tillhörde han första kammaren (för valkretsen Blekinge och Kristianstads län).
De Geer blev riddare av Vasaorden 1930 och  av Nordstjärneorden 1937 samt kommendör av Vasaorden den 6 juni 1945.
Arvid De Geer var gift med Brita Alexandra von Dardel (1885–1964), far till diplomaten Louis De Geer (1910–1987) och farfar till Carl Johan De Geer.